# Phases (Buffy the Vampire Slayer)
Phases (Las fases en español) es el decimosexto episodio de la segunda temporada de Buffy la Cazavampiros.

## Argumento
En el instituto, Willow (Alyson Hannigan) y Oz (Seth Green) se encuentran ante el estante con los trofeos. Él se ha fijado en el movimiento de los ojos de una estatuilla de las animadoras, la misma en la que la madre de Amy fue atrapada. Hablan sobre la cita anterior, el día del cumpleaños de Buffy.
Por la noche, en el coche de Cordelia (Charisma Carpenter), Xander (Nicholas Brendon) no deja de hablar. Ella está molesta, pero algo les ataca. Parece un hombre lobo y logran huir de allí. Giles (Anthony Head) está entusiasmado: nunca se había topado con un caso así. Les informa que los hombres lobo aparecen cuando hay luna llena y durante dos noches más, un total de tres noches al mes.
En el gimnasio del instituto los alumnos aprenden defensa personal. Buffy intenta aparentar que es una chica normal pero no puede evitar utilizar su fuerza cuando uno de sus compañeros, Larry (Larry Bagby), le toca el trasero.
Por la noche, Theresa (Megahn Perry), una compañera de Buffy, camina sola a su casa cuando Angelus aparece y se ofrece a acompañarla. Mientras, Buffy y Giles investigan en la Senda de los Amantes, lugar dónde se reúnen las parejas. Quieren encontrar al hombre lobo, que es humano el resto del tiempo. Pero Buffy cae en una trampa. Hay un cazador de lobos, Cain (Jack Conley), que los caza por dinero y ha acudido a aquel lugar porque sabe que su presa es atraída por el calor sexual. Se separan sin convencerlo de que lo que quiere cazar es un ser humano.
Buffy y Giles deciden ir al Bronze y lo encuentran allí, pero escapa. En un callejón el hombre lobo encuentra el cuerpo de Teresa y también se topa con Angelus. Se desafían, pero Angelus se va.
Al día siguiente las noticias hablan del cuerpo encontrado. Sólo les queda una noche para atraparlo. Oz despierta desnudo y descubre que él es el hombre lobo. Su sobrino Jordy, le mordió y es un hombre lobo.
La pandilla intenta determinar quién podría ser y Xander sospecha de Larry, un estudiante que muestra una actitud muy particular hacia las mujeres. Xander le dice que sabe su secreto y Larry acaba confesando que es gay. Piensa que ambos lo son y agradece el haberse liberado.
Willow invita a Oz a pasar la noche juntos investigando, pero él se rehúsa. Buffy y Xander inspeccionan el cuerpo de Teresa en la funeraria y descubren en su cuello la mordedura de un vampiro. De repente esta despierta convertida en vampiro: es un mensaje de Angelus. Mientras, en su casa, Oz busca unas cadenas y esposas, Willow aparece enfadada y él le advierte del peligro, pero su transformación ya ha empezado. Willow grita y huye, pero Oz la sigue hasta el bosque. Willow advierte a Buffy y a Giles de que Oz es el hombre lobo. Van al bosque e impiden que Cain lo atrape.
Al día siguiente en el instituto Willow y Oz hablan sobre lo sucedido. Todo irá bien si está encerrado cuando llegue la luna llena. Willow quiere seguir con la relación y antes de marcharse le da el primer beso a Oz.

## Reparto

### Personajes principales
- Sarah Michelle Gellar como Buffy Summers.
- Nicholas Brendon como Xander Harris.
- Alyson Hannigan como Willow Rosenberg.
- Charisma Carpenter como Cordelia Chase.
- David Boreanaz como Angelus.
- Anthony Stewart Head como Rupert Giles.

### Apariciones especiales
- Seth Green como Oz.
- Camila Griggs como Gym Teacher.
- Jack Conley como Cain.

### Personajes secundarios
- Larry Bagby como Larry Blaisdell (como Larry Bagby III).
- Megahn Perry como Theresa.
- Keith Campbell como Werewolf.

## Producción
Este episodio es considerado el primero de una trilogía acerca de Willow y Oz, seguidos por Corazón salvaje y Luna nueva.
El actor Jack Conley, que hace el papel de Cain en este episodio, también hace del personaje recurrente Sahjhan en la tercera y quinta temporada de Ángel.
El director Bruce Seth Green no tiene parentesco con Seth Gren (Oz).

### Música
- Lotion - "Blind for Now"

## Temas
En un ensayo que explora la ética feminista de Buffy, Shannon Craigo-Snell usa este episodio como ejemplo de una serie que examina el desafío de la violencia sexual que enfrentan las mujeres y chicas como un «problema de fondo contra el que las mujeres se enfrentan al tener relaciones satisfactorias con los hombres.» Craigo-Snell apunta que este desafío está representado por el personaje de Larry, quien acosa sexualmente a Buffy — y otras chicas — durante la clase de gimnasia centrada en autodefensa, y el hombre lobo cazador Cain, que dice que el fallo de Buffy al capturar el hombre lobo es «lo que pasa cuando una mujer intenta hacer el trabajo de un hombre». Este tema se hace explícito cuando Giles describe a los hombres lobo como «potentes, representación extrema de nuestra naturaleza de rasgos animales», predadores y agresivos sin consciencia, y Buffy responde, «En otras palabras, el típico macho.»